# Maierhöfen
Maierhöfen è un comune tedesco di 1 574 abitanti, situato nel land della Baviera.